# Dècada del 1190

## Esdeveniments
- Comença l'era del feudalisme japonès
- Ús la brúixola
- Fundació de Katmandú
- Auge de l'Orde del Temple
- Inici de l'Imperi Inca

## Personatges destacats
- Genguis Kan
- Ricard Cor de Lleó